# Euonymus chloranthoides
Euonymus chloranthoides är en benvedsväxtart som beskrevs av Yang. Euonymus chloranthoides ingår i släktet Euonymus och familjen Celastraceae. Inga underarter finns listade.